# Petter Nilsson (ishockeymålvakt)
Petter Nilsson, född 19 februari 1991, är en svensk före detta professionell ishockeymålvakt. Hans moderklubb är Luleå HF.
Petter har spelat 7 matcher för Asplöven HC i Hockeyallsvenskan 2012/2013, varav 1 vinst hemma mot IK Oskarshamn med 6-5, 16 januari 2013.